# Epepeotes schlegelii
Epepeotes schlegelii es una especie de escarabajo longicornio del género Epepeotes, subfamilia Lamiinae. Fue descrita científicamente por Lansberge en 1884.
Se distribuye por China e Indonesia. Mide 28-36 milímetros de longitud. El período de vuelo ocurre en los meses de enero, junio, julio, agosto, septiembre y octubre.